# Крискент
Криске́нт (растущий), Криск (др.-греч. Κρήσκης) — апостол от семидесяти, спутник и ученик апостола Павла. 
Павел, находясь в Риме, во время вторичного заключения, упоминает о нём во втором Послании к Тимофею: «Ибо Димас оставил меня, возлюбив нынешний век, и пошел в Фессалонику, Крискент в Галатию, Тит в Далматию; один Лука со мною». Это единственное упоминание о Крискенте в новозаветных книгах.
Церковное предание, основываясь на словах Павла, что Крискент пошёл (посланный Павлом) в Галатию, считает, что он ушёл из Рима по поручению апостола Павла для благовествования в Галитии в которой позже стал епископом. Учитывая, что основание Галатийской церкви принадлежит Павлу (см. его Послание к Галатам) считается что Крискент был родом из Галатии и там стал учеником Павла.
У некоторых церковных авторов (Епифаний, блаженный Феодорит, Евсевий) существует мнение, что Крискент был направлен не в Галатию, а в Галлию.
Имя Крискента фигурирует в списках епископов Майнца, что является позднейшей вставкой.
Крискент принял мученическую смерть в царствование Траяна. В Синаксаре о нём сказано: «…о блаженном Крискенте апостол (Павел) пишет: Крискент отправился в Галатию. Святой Крискент был епископом Халкидона в Галатии».
Память апостола Крискента в Православной церкви совершается 30 июля (12 августа) и 4 (17) января в день Собора Апостолов от семидесяти, в Католической церкви — 27 июня.